# Sphingomorpha chlorea
Sphingomorpha chlorea is een vlinder uit de familie spinneruilen (Erebidae). De wetenschappelijke naam is voor het eerst geldig gepubliceerd in 1777 door Cramer.
De soort komt voor in tropisch Afrika.